# Saint-Michel-sur-Orge
Saint-Michel-sur-Orge és un municipi francès, situat al departament de l'Essonne i a la regió de l'Illa de França. L'any 1999 tenia 20.375 habitants.
Forma part del cantó de Brétigny-sur-Orge i del districte de Palaiseau. I des del 2016 de la Comunitat d'aglomeració Cœur d'Essonne.